# Hartmann von Aue

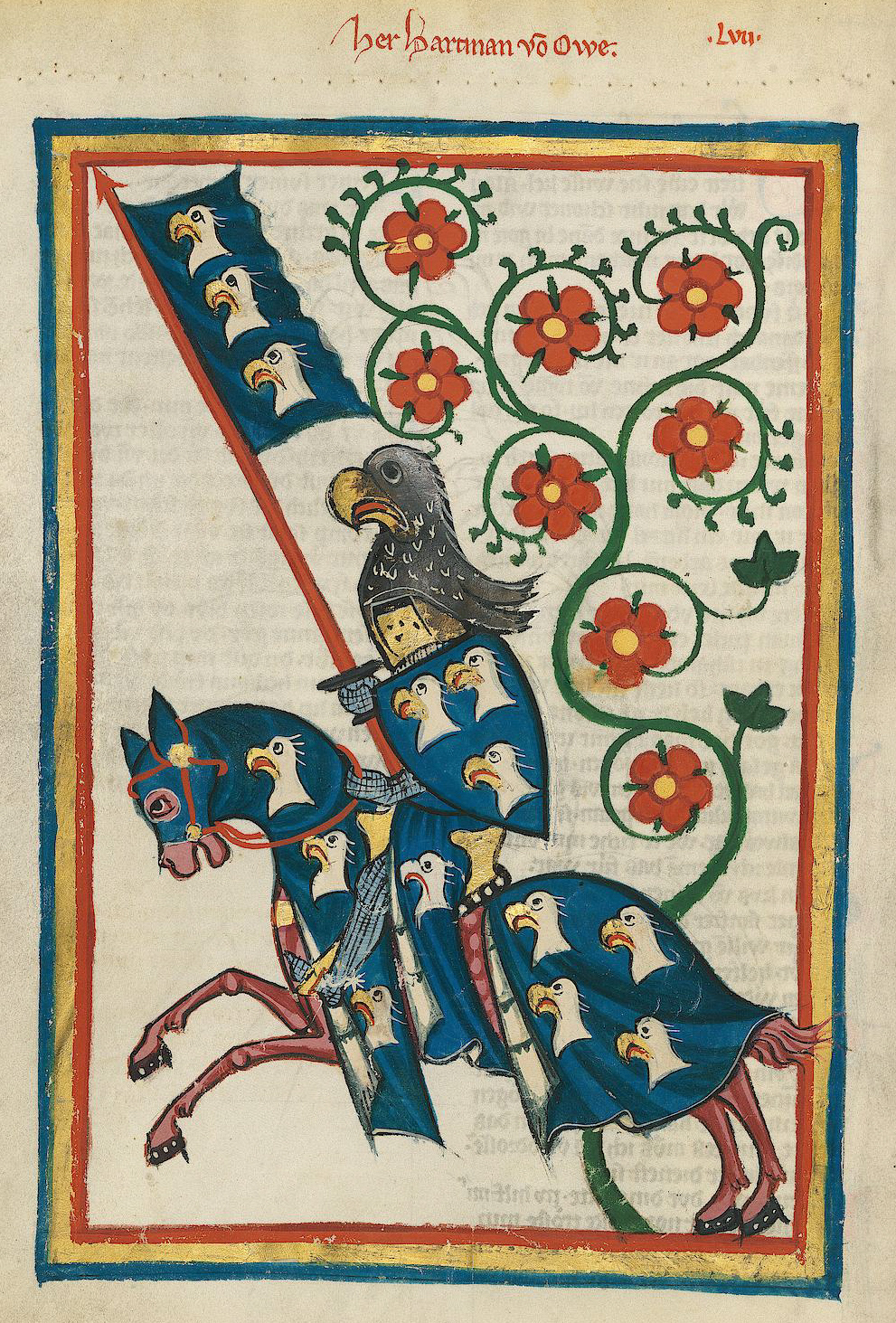
Portret van Hartmann von Aue in de Codex Manesse

Hartmann von Aue (1160/1165 – 1210/1220?) was samen met Wolfram von Eschenbach en Gottfried von Straßburg een van de belangrijkste Duitse dichters en minnezangers van de Middeleeuwen.

## Leven
Van Hartmanns leven is niet veel bekend. Hij leefde ergens in het Alemannische - mogelijk Au bij Freiburg im Breisgau -, had naar men aanneemt een Latijnse opleiding genoten en behoorde tot de Zwabisch-Alemannische dienstadel (zijn heer is onbekend); hij noemde zichzelf "geleerde ridder". Een religieuze crisis bewoog hem waarschijnlijk deel te nemen aan de Derde Kruistocht (1189–1190 of 1197–1198?). Zijn kruistochtliederen getuigen hiervan.
In Gottfried von Straßburgs Tristan (ca. 1210) wordt hij nog onder de levenden genoemd. Dit werk noemt hem ook als leidend epicus van zijn tijd. In Heinrich von dem Türlins Krone (ca. 1220) wordt hij als dode beklaagd.

## Werk
Hartmann staat bekend als een groot stilist en vormkunstenaar. Zijn hoofse dichtkunst wordt getypeerd door de problemen van de harmonie tussen huwelijkse liefde en ridderschap, rond schuld, boete en verantwoordelijkheid, maatschappijkritiek. Hij gold als een voorbeeld voor latere schrijvers.
Van hem zijn talrijke tegen de conventie ingaande minneliederen overgeleverd, alsmede een allegorisch twistgesprek over de minne, het meer dan 1900 verzen tellende Das Büchlein (ca. 1180–1185). Zijn Erec (ook ca. 1180-1185), in de traditie van Chrétien de Troyes, is het eerste Duitse Arthur-epos, een voorvorm van de ridderroman.
Buiten de ridderlijk-hoofse thematiek vallen de na zijn kruistocht geschreven legende Der arme Heinrich (ca. 1195) en het nauw met de kruistocht samenhangende Gregorius, dat de tweespalt tussen god en wereld thematiseert. Dit laatste werk werd later bewerkt door Gerhart Hauptmann, Ricarda Huch en Tankred Dorst. Zijn laatste werk is het eveneens Arthurische Iwein, dat de hoofse wereld van zijn tijd beschrijft.
- Bibsys: 90071975
- Biblioteca Nacional de España: XX873886
- Bibliothèque nationale de France: cb120530695 (data)
- Catàleg d'autoritats de noms i títols de Catalunya: 981058512875106706
- CiNii: DA01400514
- Digitale Bibliotheek voor de Nederlandse Letteren: aue_001
- Gemeinsame Normdatei: 118546228
- Historisch woordenboek van Zwitserland: 011920
- International Standard Name Identifier: 0000 0001 2142 8864
- Library of Congress Control Number: n79056833
- Nationale Bibliotheek van Letland: 000184555
- MusicBrainz: 489394a7-d8f4-45f4-ae46-53d6a81a4e91
- Bibliotheek van het Japanse parlement: 00442624
- Nationale Bibliotheek van Tsjechië: jn19990003205
- Nationale bibliotheek van Australië: 35175163
- Nationale Bibliotheek van Israël: 987007302626005171
- Nationale Bibliotheek van Polen: a0000001243652
- Nationale en Universitaire bibliotheek Zagreb: 000338298
- Nederlandse Thesaurus van Auteursnamen: 068617593
- Réseau des bibliothèques de Suisse occidentale: 02-A000078657
- Istituto Centrale per il Catalogo Unico: CUBV010133
- LIBRIS: 190173
- Système universitaire de documentation: 02876126X
- Trove: 852369
- Virtual International Authority File: 54167250